# A Esquerda (Luxemburgo)
A Esquerda (em luxemburguês: Déi Lénk; em francês: La Gauche; em alemão: Die Linke) é um partido político de extrema-esquerda do Luxemburgo. Fundado em 1999, A Esquerda inicialmente foi fundada como uma aliança de partidos de extrema-esquerda do Luxemburgo, entre os quais o Partido Comunista do Luxemburgo, o Partido Socialista Revolucionário e a Nova Esquerda e, também, integrou membros da ala mais à esquerda do Partido Socialista dos Trabalhadores do Luxemburgo. Um dos objectivos da aliança era apresentar uma alternativa socialista  e de esquerda radical  em relação à social-democracia defendida pelo Partido Socialista dos Trabalhadores do Luxemburgo.
A aliança rapidamente conseguiu alguns resultados nas eleições de 1999, tendo obtido apenas 3% e eleito um deputado. Em 2004, a aliança terminou, por divergências entre o Partido Comunista do Luxemburgo e o resto dos membros da aliança. Após a cisão do Partido Comunista do Luxemburgo, a aliança decidiu transformar-se em partido. Apesar da cisão do maior partido da aliança, o agora partido A Esquerda continuou a obter baixos resultados, tendo chegado ao ponto máximo nas eleições legislativas de 2013 e eleições europeias de 2014, onde obteve apenas 4,9 % e 5,8 %, respectivamente.

## Resultados eleitorais

### Eleições legislativas
| Data | CI. | Votos   | %           | +/- | Deputados | +/-     | Status            |
| ---- | --- | ------- | ----------- | --- | --------- | ------- | ----------------- |
| 1999 | 6.º | 110 274 | 3,3 / 100,0 |     | 1 / 60    |         | Oposição          |
| 2004 | 6.º | 62 071  | 1,9 / 100,0 | 1,4 | 0 / 60    | 1       | Extra-parlamentar |
| 2009 | 6.º | 109 184 | 3,3 / 100,0 | 1,4 | 1 / 60    | 1       | Oposição          |
| 2013 | 6.º | 161 759 | 4,9 / 100,0 | 1,6 | 2 / 60    | 1       | Oposição          |
| 2018 | 7.º | 193 594 | 5,5 / 100,0 | 0,6 | 2 / 60    | Estável | Oposição          |

### Eleições europeias
| Data | CI. | Votos  | %           | +/- | Deputados | +/-     |
| ---- | --- | ------ | ----------- | --- | --------- | ------- |
| 1999 | 6.º | 28 130 | 2,8 / 100,0 |     | 0 / 6     |         |
| 2004 | 6.º | 18 345 | 1,7 / 100,0 | 1,1 | 0 / 6     | Estável |
| 2009 | 6.º | 37 929 | 3,4 / 100,0 | 1,7 | 0 / 6     | Estável |
| 2014 | 6.º | 67 544 | 5,8 / 100,0 | 2,1 | 0 / 6     | Estável |
| 2019 | 7.º | 60 648 | 4,8 / 100,0 | 1,0 | 0 / 6     | Estável |